# Stazione di Haggerston
La stazione di Haggerston  è una stazione ferroviaria situata sulla East London Line, a servizio di Haggerston, quartiere facente parte del borgo londinese di Hackney.

## Storia

### Dal 1867 al 1923
Quando la East & West India Docks & Birmingham Junction Railway (dal 1853 nota come la North London Railway, NLR) iniziò le operazioni il 26 settembre 1850, condivideva il capolinea di Londra alla stazione di Fenchurch Street con la London and Blackwall Railway. Questo costringeva la linea a un percorso tortuoso, scomodo per i passeggeri diretti alla City. La NLR chiese quindi al Parlamento l'autorizzazione a costruire un'estensione di due miglia fra Dalston e una nuova stazione a Broad Street, adiacente alla stazione di Liverpool Street. L'autorizzazione fu concessa nel 1861.  Questa estensione fu denominata North London Line City Branch e fu inaugurata nel novembre 1865.
La linea era situata su un viadotto denominato Kingsland Viaduct e aveva originariamente tre binari. La stazione di Haggerston, situata fra la stazione di Dalston Junction a nord e quella di Shoreditch a sud, aveva tre piattaforme, una delle quali ad isola,  e un edificio a due piani con il tetto piatto, situato sul lato est dei binari. Il nome proposto in origine era De-Beauvoir Town, ma fu modificato prima dell'apertura, avvenuta il 2 settembre 1867. La biglietteria si trovava al piano terra e le piattaforme venivano raggiunte per mezzo di scale interne all'edificio. La piattaforma a isola era accessibile per mezzo di un sottopassaggio e di un'altra scala. Un quarto binario fu aggiunto nel 1872; non aveva una piattaforma dedicata e veniva utilizzato solo per i servizi merci da e per il deposito di Broad Street.
Inizialmente era servita da treni che andavano da Broad Street alla stazione di Poplar (East India Road) (in seguito chiusa nel 1944; sullo stesso sito sorge ora la stazione di All Saints della Docklands Light Railway). In seguito durante le ore di punta iniziarono a sostare anche treni della Great Northern Railway diretti verso stazioni del nord di Londra quali New Barnet, Alexandra Palace e High Barnet.
La NLR passò nel febbraio 1909 sotto il controllo della London and North Western Railway (LNWR), anche se continuò a esistere come entità separata fino al 1922.
Note
1. ↑  Aperta nel 1865 e chiusa nel 1940, da non confondere con l'omonima stazione della metropolitana situata sulla East London Line e chiusa nel 2006.

### London Midland & Scottish Railway (1923-1940)
In seguito alla legge (il Railways Act) sul raggruppamento delle compagnie ferroviarie del 1921, la stazione passò sotto il controllo della London, Midland and Scottish Railway.
I servizi domenicali per Poplar vennero ritirati il 29 gennaio 1940. Il 6 maggio 1940 tutti gli altri servizi vennero sospesi come misura di risparmio durante la seconda guerra mondiale e nell'ottobre successivo l'edificio fu gravemente danneggiato da un bombardamento.

### Dopo la chiusura (1940-2010)
Il servizio per Poplar continuò a passare attraverso Haggerston fino al 15 maggio 1944, quando fu ritirato in seguito ai danneggiamenti dei bombardamenti tra Dalston e Poplar e al calo del numero dei passeggeri. L'edificio della stazione fu demolito nel dicembre 1946.
I binari non elettrificati vennero rimossi durante gli anni settanta e il traffico per la stazione di Broad Street si ridusse ulteriormente, fino a che la stazione venne chiusa il 30 giugno 1986. Tutta la linea fu smantellata non molto tempo dopo e il viadotto, incluso il tratto attraverso Haggerston, rimase abbandonato e coperto di vegetazione.

### La nuova stazione (2010-oggi)
Il progetto per estendere la East London Line fino a Dalston Junction per connettersi con la North London Line prevedeva di usare parte del tracciato dismesso del Kingsland Viaduct e delle vecchie linee che collegavano la NLL con Broad Street. Nell'ambito dello schema era prevista la costruzione di una nuova stazione a Haggerston in prossimità del sito di quella originale.
La nuova stazione è stata progettata dallo studio di architettura Acanthus LW. Il progetto prevede torri che rinforzano la presenza urbana della stazione e ricordano il design delle stazioni della metropolitana degli anni trenta progettate da Charles Holden. L'edificio è rivestito esternamente di elementi di calcestruzzo prefabbricato e lastre di vetro. All'interno si trovano rivestimenti in mosaico con tessere arancioni e un murale che ricorda l'astronomo Edmond Halley, nato nella zona.
La nuova stazione è stata aperta il 27 aprile 2010 con un servizio limitato tra Dalston Junction e New Cross Gate, mentre i servizi regolari sono iniziati il 23 maggio 2010. 
Della vecchia stazione, a livello del viadotto, è rimasta parte della piattaforma, ricoperta di asfalto.

## Strutture e impianti
Haggerston è una stazione con due piattaforme, situate sul Kingsland Viaduct. Le banchine possono ospitare treni di lunghezza fino a quattro carrozze. La biglietteria e l'ingresso sono situate sotto il viadotto e ciascuna piattaforma è accessibile per messo di ascensori e scale.
Si trova nella Travelcard Zone 2 .

## Movimento
La stazione di Haggerston è servita dalla linea Windrush del servizio della London Overground.
Le frequenze tipiche in orari di morbida sono:
- 4 treni per ora per New Cross
- 4 treni per ora per Clapham Junction
- 4 treni per ora per Crystal Palace
- 4 treni per ora per West Croydon
- 16 treni per ora per Dalston Junction dei quali 8 continuano per Highbury & Islington

## Interscambi
Nelle vicinanze della stazione effettuano fermata alcune linee automobilistiche urbane, gestite da London Buses.
- Fermata autobus

## Galleria d'immagini

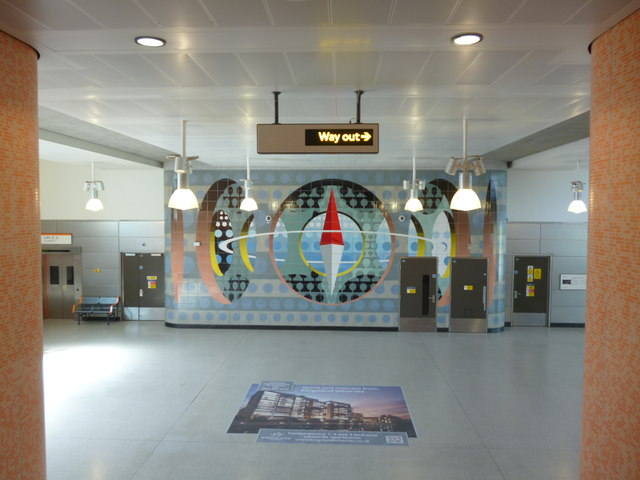
Murale dedicato a Edmond Halley all'interno della stazione
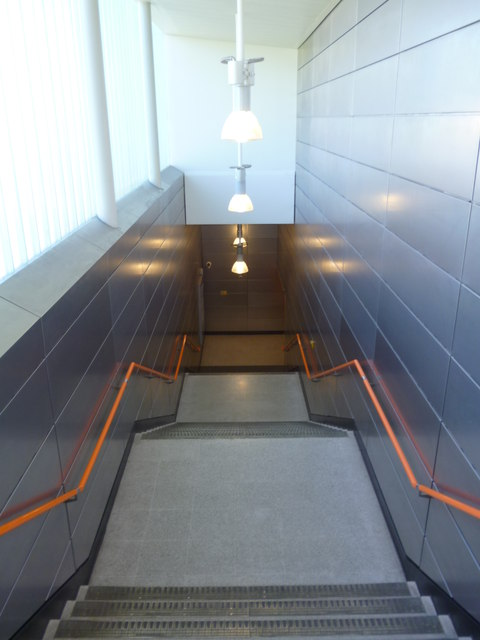
Gradini all'interno della stazione
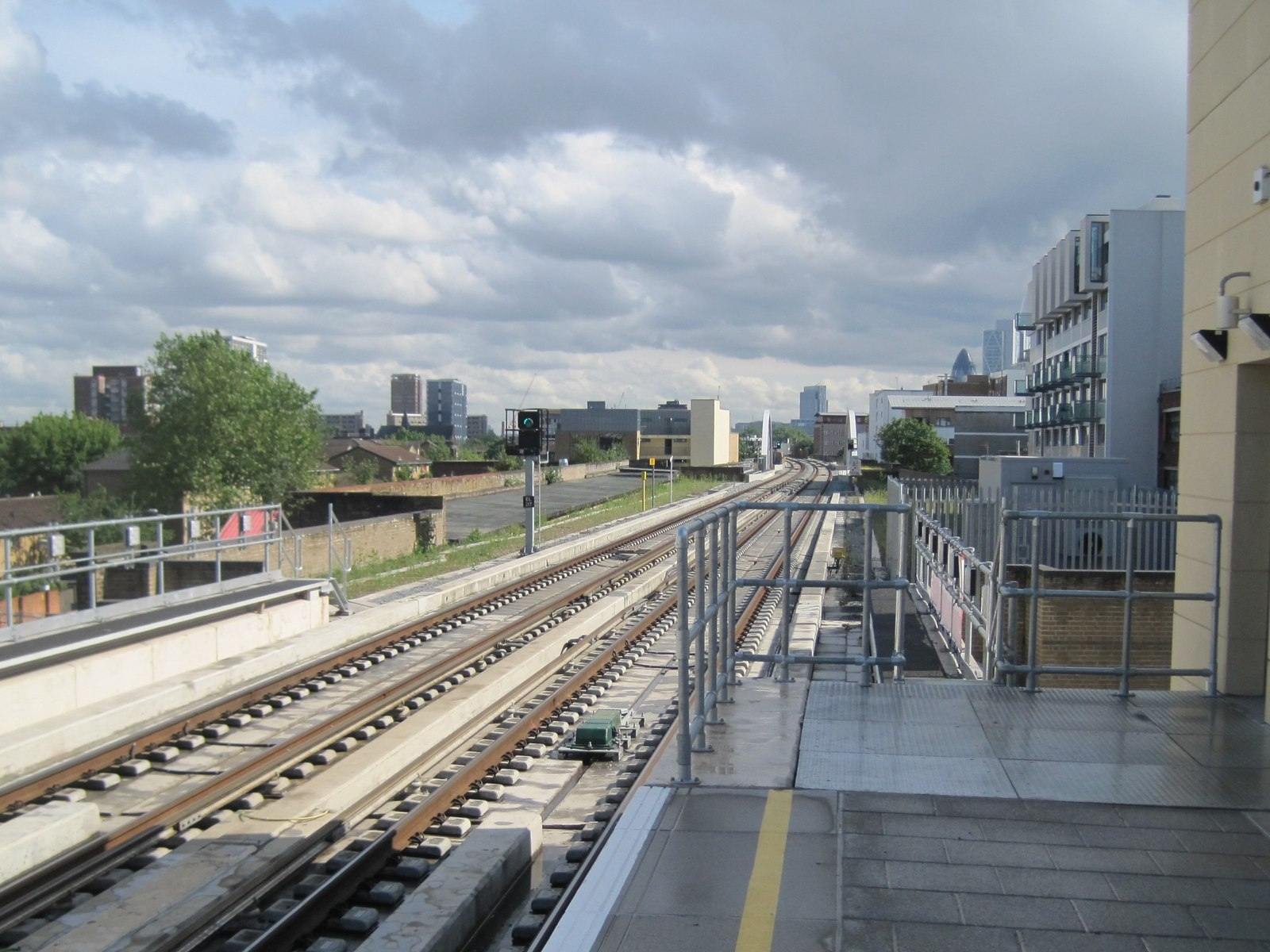
Vista del viadotto
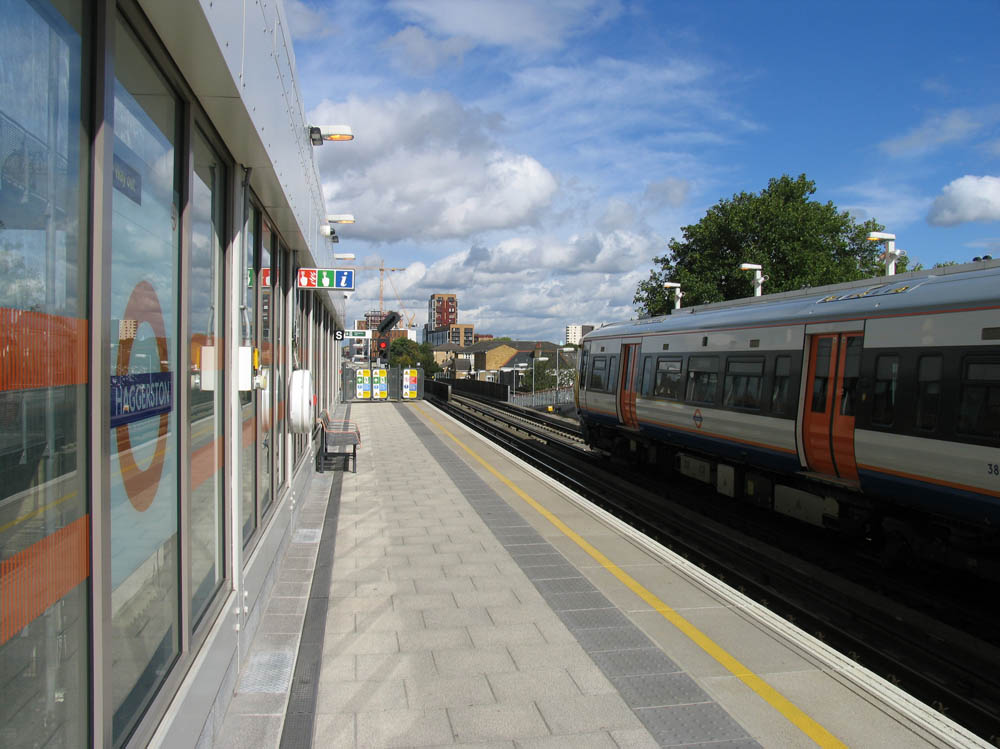
Piattaforma della stazione